# Арон Тиран
Арон Тиран (молд. Арон Тиранул; умер 1597) — правитель Молдавского княжества в 1591—1592 и 1592—1595 годах.

## История
Арон был незаконнорождённым сыном Александра Лэпушняну.
Престол получил от турецкого султана. Правил дважды: с сентября 1591 по июнь 1592 и с 18 сентября 1592 по 24 апреля 1595 года.
В 1592 году был отстранён от должности господаря, престол удалось занять сначала Александру IV Злому, потом Петру VII Казаку. Осенью того же года был вновь назначен господарем султаном.
Арон вёл антитурецкую политику, в частности сблизился с антитурецкими государствами. В 1594 году, после похода запорожских казаков во главе с Лободой и Наливайко в Молдову, подписал договор с Габсбургами, который фактически превращал Молдавское княжество из османского в габсбургский вассалитет. Осенью того же года, договорившись о союзе с князем Трансильвании и господарем Валахии, Арон Тиран начал войну против Османской империи.
Тем временем трансильванский князь Жигмонд Батори решил подчинить себе Молдавское княжество, и с этой целью пригласил в Алба-Юлию Арона в качестве вассала. Арон отказался ехать. Тогда Сигизмунд подговорил одного из молдавских военачальников восстать против Арона Тирана, как тот и сделал. В результате восстания Арон был пойман и арестован в мае 1595 года, а позже отправлен в крепость Винц и отравлен в июне 1597 года.